# Witold Świda
Witold Jan Świda (ur. 10 lutego 1899 w Różampolu, zm. 21 lutego 1989) – polski prawnik, adwokat wileński w latach 30. profesor Uniwersytetu i Politechniki we Wrocławiu oraz rektor Uniwersytetu Wrocławskiego w latach 1959–1962. Doktor honoris causa Uniwersytetu Wrocławskiego (1988), ojciec profesor Zofii Świdy i Hanny Świdy-Ziemby.

## Życiorys
Był synem Olgierda (1862– 1935), głównego zarządcy dóbr Radziwiłłów w Nieświeżu, ukończył szkołę realną w Mińsku Litewskim, 22 czerwca 1916 zdał maturę, trzy miesiące później rozpoczął studia na Wydziale Ekonomicznym w Instytucie Handlowym w Moskwie. Wstąpił do I Korpusu Polskiego w Rosji. W listopadzie 1919 przeniósł się do Poznania do Wszechnicy Piastowskiej  na Wydział Rolniczo-Leśny. 
W wojnie polsko-bolszewickiej walczył w stopniu kaprala w 211 Ochotniczym pułku ułanów nadniemeńskich. Mianowany porucznikiem ze starszeństwem z dniem 2 stycznia 1932 roku i 150. lokatą w korpusie oficerów rezerwy artylerii. W 1934 roku pozostawał w ewidencji Powiatowej Komendy Uzupełnień Wilno Miasto. Posiadał przydział w rezerwie do 3 dywizjonu artylerii konnej w Wilnie. 
Studia wznowił w listopadzie 1920 na Wydziale Prawno–Ekonomicznym Uniwersytetu Poznańskiego. Po otrzymaniu w 1922  tytułu magistra nauk ekonomiczno-politycznych przeniósł się do Wilna, gdzie na Wydziale Prawa i Nauk Społecznych Uniwersytetu Stefana Batorego rozpoczął kolejne studia, które zakończył dyplomem magistra prawa 12 kwietnia 1924. Rozprawę doktorską Pojedynek ze stanowiska polityki kryminalnej napisaną pod kierunkiem Bronisława Wróblewskiego na Uniwersytecie Wileńskim  obronił 16 grudnia 1927. Habilitację uzyskał 14 listopada 1932 na podstawie rozprawy Przestępca zawodowy. W latach 1936–1937 prowadził zajęcia w Szkole Nauk Politycznych przy Instytucie Naukowo-Badawczym Europy Wschodniej. 
Zmobilizowany do wojska po wybuchu II wojny znalazł się w niewoli w Oflagu II C w Woldenbergu, gdzie m.in. prowadził wykłady z prawa karnego dla oficerów. Powrócił z oflagu do Wilna w 1940, pomógł mu w tym wileński prawnik i adwokat Zygmunt Jundziłł. W okresie okupacji Wilna był zaangażowany w działalność konspiracyjną i nauczanie na podziemnym wydziale prawa USB, na którym prowadził zajęcia i egzaminował z teorii prawa, prawa karnego i procedury karnej. 
W styczniu 1945 wraz z rodziną obawiając się aresztowania przez władze radzieckie postanowił opuścić Wilno wyjechał do Białegostoku i otworzył kancelarię adwokacką. Stamtąd udał się do Torunia, a następnie przeniósł się na stałe do Wrocławia, gdzie związał się z Uniwersytetem i Politechniką we Wrocławiu. Profesorem nadzwyczajnym mianowany został w 1947, tytuł profesora zwyczajnego otrzymał w roku 1959. Na Uniwersytecie kierował Katedrą Prawa i Postępowania Karnego (1946–1952) oraz Katedrą Prawa Karnego (1952–1969). Stał na czele zespołu Katedr Prawa Karnego (1952–1965) i zespołu Katedr Nauk Kryminologicznych (1965–1969). W latach 1954–1957 był dziekanem Wydziału Prawa, następnie do 1959 prorektorem i (1957–1959) i w latach 1959–1962 rektorem Uniwersytetu. Na emeryturę przeszedł w roku 1969. 
Pracę na uczelni łączył z praktyką prawniczą jako aplikant sądowy i adwokat (1923–1928) oraz samodzielny adwokat (1928–1939). Kancelarię adwokacką prowadził także w latach 1946–1950, będąc jednocześnie dziekanem Okręgowej Rady Adwokackiej we Wrocławiu. Opublikował podręcznik Prawo karne (wiele wydań), oraz rozprawę O wpływie zmiany ustroju na przestępczość (1960). W 1961 roku opublikował pracę (wraz z Hanną Śliwą) Młodociani przestępcy w więzieniu, która była sprawozdaniem z eksperymentu wychowawczego jaki został przeprowadzony w warunkach zakładu karnego w Szczypiornie.
Pochowany na Cmentarzu Grabiszyńskim.

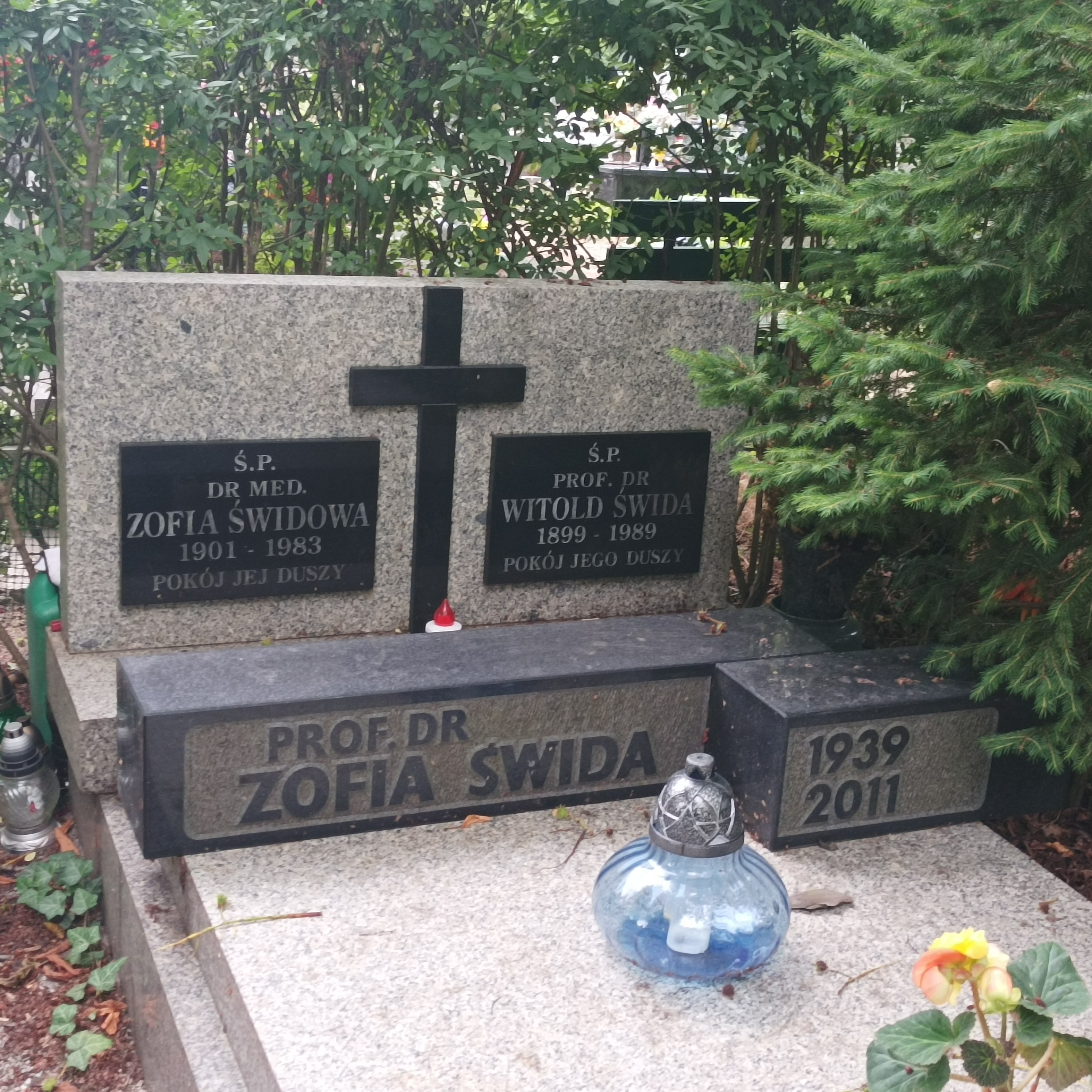
Gród Witolda i Zofii Świdów na Cmentarzu Grabiszyńskim

## Odznaczenia
- Krzyż Komandorski Orderu Odrodzenia Polski (1969)[5]